# Congomys
Congomys (Nicolas, Mikula & Bryja, 2021) è un genere di Roditori della famiglia dei Muridi.

## Descrizione

### Dimensioni
Al genere Congomys appartengono roditori di piccole dimensioni, con lunghezza della testa e del corpo tra 109 e 144 mm, la lunghezza della coda tra 116 e 162 mm e un peso fino a 65 g.

### Caratteristiche craniche e dentarie
Il cranio è sottile e presenta un rostro lungo, una scatola cranica tondeggiante e le creste sopra-orbitali assenti o poco sviluppate. Le bolle timpaniche non sono particolarmente ingrandite. I molari sono stretti, allungati e cuspidati. Sono presenti 7 creste palatali.
Sono caratterizzati dalla seguente formula dentaria:

### Aspetto
L'aspetto è quello di un topo dal corpo snello con una pelliccia soffice. Le parti dorsali variano dal giallo-grigiastro al nerastro, mentre le parti ventrali sono biancastre o grigiastre. Il muso è allungato, le orecchie sono grandi ed arrotondate. Le zampe posteriori sono corte e larghe, con 6 cuscinetti ben sviluppati sulla pianta dei piedi, adattamento ad una vita arboricola. Il quinto dito del piede è relativamente lungo. La coda è più lunga della testa e del corpo ed è rivestita di scaglie e cosparsa di pochi peli. Le femmine hanno da 3 a 5 paia di mammelle.

## Distribuzione
Questo genere è diffuso nella Repubblica Democratica del Congo.

## Tassonomia
Il genere comprende 2 specie.
- Congomys lukolelae
- Congomys verschureni